# 家天竺葵
家天竺葵（学名：Pelargonium domesticum）为牻牛儿苗科天竺葵属的植物。分布在非洲以及中国大陆的湖北等地，目前已由人工引种栽培。

## 别名
大花天竺葵（中国高等植物图鉴） 洋蝴蝶（北京植物志）